# Augusto César Leite
Augusto César Leite (Riachuelo, Sergipe, 30 de julho de 1886 – Aracaju, 9 de fevereiro de 1978) foi um político brasileiro. Foi deputado estadual, deputado da Assembleia Constituinte de 1934 e senador pelo partido União Republicana de Sergipe, do qual foi fundador.
É filho de Francisco Rabelo Leite e Maria Virgínia Acióli Leite e irmão de Júlio César Leite, que foi senador por Sergipe pelo Partido Republicano (PR) em dois mandatos: de 1951 a 1954 e de 1963 a 1971. Foi casado com Amélia da Cruz Leite e teve sete filhos. Seu sobrinho, José Rollemberg Leite, também fez carreira na política em Sergipe, sendo governador do estado em dois mandatos e senador por um mandato.
Foi eleito senador por Sergipe nas eleições gerais no Brasil em 1935. Em maio de 1937 foi delegado de seu partido no lançamento da candidatura oficiosa de José Américo de Almeida à sucessão de Getúlio Vargas, prevista para o ano seguinte.

## Biografia
Augusto Leite iniciou os estudos em Riachuelo, sua cidade natal, e concluiu curso secundário em Salvador, na Bahia, onde estudou nos colégios Sebrão e Carneiro Ribeiro. Em 1909, formou-se médico pela Faculdade de Medicina do Rio de Janeiro, hoje vinculada à Universidade Federal do Rio de Janeiro (UFRJ). Depois de formado, clinicou nas cidades de Capela e Maruim antes de se mudar para a capital Aracaju, onde foi nomeado o diretor da Escola de Aprendizes Artífices, que hoje compõe o Instituto Federal de Sergipe. Entre 1913 e 1914, foi estudar na Europa.
Em 1916, deixou o cargo de diretor da Escola de Aprendizes Artífices e assumiu a cadeira de noções de higiene geral do Atheneu Sergipense em julho, onde lecionou história natural e suas aplicações a agricultura, zootecnia e indústria. Em agosto do mesmo ano, tornou-se, por nomeação, membro do Conselho Superior de Instrução Pública e foi eleito membro do Conselho Municipal de Aracaju para mandato entre 1917 e 1919. Em 1926, tornou-se diretor da Escola de Farmácia de Aracaju e foi eleito deputado estadual por Sergipe.
Depois de já ter exercido mandato como deputado na Assembleia Legislativa de Sergipe, Augusto Leite, junto com Gonçalo Rollemberg do Prado e Erônides Ferreira de Carvalho, fundaram o partido União Republicana de Sergipe em 1933. Em maio do mesmo ano e pelo novo partido, Augusto Leite foi eleito para a Assembleia Constituinte de 1934, assumindo o mandato em novembro de 1933. Durante os trabalhos da Constituinte, votou contra a elegibilidade do então chefe do Governo Provisório Getúlio Vargas, que pretendia ser eleito presidente constitucional pela Assembleia. No entanto, seu voto foi vencido e Vargas foi eleito presidente da República um dia depois da promulgação da Constituição brasileira de 1934.
Em 1935, também pela União Republicana de Sergipe, foi eleito senador por Sergipe pela Assembleia Constituinte do estado em abril de 1935 e assumiu o mandato no mês seguinte. Em maio de 1937, com Augusto Leite como seu delegado, a União Republicana de Sergipe lançou a candidatura de José Américo de Almeida à presidência da República em sucessão a Getúlio Vargas. Entretanto, com o advento do Estado Novo, Vargas se manteve no poder e todos os órgãos do Poder Legislativo do Brasil foram dissolvidos. Com isso, Augusto Leite perdeu seu mandato como senador, decidindo, então, abandonar a política e retomar a carreira de médico em Aracaju.

Afastado da política, Augusto Leite foi professor de higiene do Ateneu Pedro II e dirigiu o Hospital de Cirurgia, a Maternidade Francisco Melo e o serviço cirúrgico do Hospital Santa Izabel. Foi também presidente da Sociedade de Medicina de Sergipe e membro da Academia Sergipana de Letras. Também atuou como jornalista, colaborando com diversos jornais sergipanos. Faleceu em 9 de fevereiro de 1978, aos 91 anos.